# Calonotos aequimaculatus
Calonotos aequimaculatus là một loài bướm đêm thuộc phân họ Arctiinae, họ Erebidae.